# Lymnas ochrogutta
Lymnas ochrogutta är en fjärilsart som beskrevs av Blanchard 1939. Lymnas ochrogutta ingår i släktet Lymnas och familjen Riodinidae. Inga underarter finns listade i Catalogue of Life.